# Syllepte agraphalis
Syllepte agraphalis là một loài bướm đêm trong họ Crambidae.